# Katamenes rauensis
Katamenes rauensis är en stekelart som beskrevs av Giordani Soika 1958. Katamenes rauensis ingår i släktet Katamenes och familjen Eumenidae. Inga underarter finns listade i Catalogue of Life.